# Veľké Uherce
Veľké Uherce este o comună slovacă, aflată în districtul Partizánske din regiunea Trenčín. Localitatea se află la altitudinea de 230 m deasupra n.m., se întinde pe o suprafață de 27,79 km2 și în 2017 număra 2.020 de locuitori.

## Istoric
Localitatea Veľké Uherce este atestată documentar din 1274.

## Demografie
| An:                | 1994 | 2004   | 2014   | 2024   |
| ------------------ | ---- | ------ | ------ | ------ |
| Număr de persoane: | 1897 | 1983   | 2025   | 1980   |
| Diferență:         |      | +4,53% | +2,11% | −2,22% |

| An:                | 2023 | 2024   |
| ------------------ | ---- | ------ |
| Număr de persoane: | 1998 | 1980   |
| Diferență:         |      | −0,90% |